# Exocora pallida
Exocora pallida là một loài nhện trong họ Linyphiidae. Loài này được phát hiện ở Venezuela.